# Conchita Barrecheguren
Conchita Barrecheguren (ur. 7 listopada 1905 w Grenadzie, zm. 13 maja 1927 tamże) – młoda hiszpanka, Błogosławiona Kościoła katolickiego.
Conchita Barrecheguren urodziła się 27 listopada 1905 roku w Granadzie. Była jedyną córką Francisco Barrechegurena i Conchy Garcíi, oboje pochodzili z zamożnych i religijnych rodzin. Sakrament chrztu świętego przyjęła 8 grudnia 1905, w uroczystość Niepokalanego Poczęcia Najświętszej Maryi Panny, przyjmując imię Maria de la Concepción del Perpetuo Socorro, Francesca de Paola, Eloisa, Primitiva de la Santissima Trinidad. Od najmłodszych lat Conchita wykazywała problemy zdrowotne, do tego stopnia, że lepiej było nie posyłać jej do szkoły. Oprócz wykształcenia ojciec przekazał jej żarliwą wiarę i dobrą formację katechetyczną, co pozwoliło jej przystąpić do Pierwszej Komunii Świętej.
Conchita od dzieciństwa pragnęła objąć życie zakonne, a bardziej szczegółowo życie Karmelu. Jednak kolejne choroby zdawały się być przeszkodą w realizacji jej projektu. W 1917 roku zdiagnozowano u niej zapalenie jelit, które sprawiało jej ogromny ból i wymagało specjalnej diety. Conchita przyjęła te wydarzenia z cierpliwością, widząc w nich okazję do ofiarowania się Bogu. W swoim dzienniku pisze, że jest gotowa nawet przyjąć nowe cierpienia, jeśli ma to służyć ratowaniu dusz.
W 1924 roku Conchita została dotknięta poważną chorobą psychiczną, odziedziczoną po matce. Po serii zabiegów trafiła w końcu do domu opieki. Mimo choroby pielęgnowała swoją wiarę chrześcijańską, dzieliła się nią z innymi pacjentami, a czasem pielgrzymowała, np. do Lisieux, by odwiedzić św. Teresę od Dzieciątka Jezus. Nie modli się o uzdrowienie, ale o siłę do wytrwania w cierpieniu. Conchita darzyła szczególną sympatią św. Teresę i starała się wcielać w życie jej małą drogę.
Ostatnie miesiące życia Conchity są naznaczone jej całkowitą zależnością od opiekunów. Wiedzą, jak ją zadowolić: przynieść jej komunię. Ci, którzy zetknęli się z Conchitą, byli poruszeni jej radością i cierpliwością. Zmarła 13 maja 1927 roku w wieku 22 lat. Od 2007 roku jest pochowana w Sanktuarium Nuestra Señora del Perpetuo Socorro w Granadzie.
Sprawa beatyfikacji Conchity Barrecheguren rozpoczęła się w 1938 roku. Diecezjalne śledztwo w sprawie jej pism i świadectw o jej życiu zostało zakończone w 1956 r. i wysłane do Rzymu w celu zbadania przez Kongregację Spraw Kanonizacyjnych.
5 maja 2020 papież Franciszek uznał heroiczność cnót Conchity Barrecheguren, nadając jej tytuł czcigodnej. Tego samego dnia również jej ojciec Franciszek został uznany za czcigodnego. 21 maja 2022 został podpisany dekret uznający cud za wstawiennictwem Conchity Barrecheguren, co otwiera drogę do jej beatyfikacji.
6 maja 2023 podczas eucharystii w katedrze w Grenadzie miał miejsce uroczysty obrzęd, podczas którego kard. Marcello Semeraro w imieniu papieża Franciszka beatyfikował Conchite Barrecheguren wpisując ją w poczet błogosławionych Kościoła katolickiego.
Jej wspomnienie liturgiczne obchodzone jest 13 maja.